# Pullimosina dahli
Pullimosina dahli är en tvåvingeart som först beskrevs av Oswald Duda 1918.  Pullimosina dahli ingår i släktet Pullimosina och familjen hoppflugor. Arten är reproducerande i Sverige. Inga underarter finns listade i Catalogue of Life.